# Shpresa
Shpresa ist ein weiblicher Vorname.

## Herkunft und Bedeutung
Der vor allem im Albanischen verwendete Vorname stammt vom albanischen shpresë, das Hoffnung bedeutet.

## Bekannte Namensträgerinnen
- Shpresa Aradini (* 1994), deutsche Fußballspielerin kosovo-albanischer Herkunft